# Paul Diem
Paul Diem (* 17. April 1908 in Herisau; † 25. Januar 1988 in Aarau; heimatberechtigt in Herisau) war ein Schweizer Bahndirektor aus dem Kanton Appenzell Ausserrhoden in Aarau.

## Leben
Paul Diem war ein Sohn des Arztes Otto Diem. Er heiratete Verena Straumann.
Diem besuchte das Gymnasium in Luzern und studierte später an der ETH in Zürich (1933 Dipl. Elektro-Ingenieur). Von 1934 bis 1935 absolvierte er eine Ausbildung zum Heizer und Lokomotivführer bei den SBB. Von 1935 bis 1939 war Paul Diem in der Hochspannungsforschung bei BBC in Baden tätig. Ab 1939 war er Direktor der Aarau–Schöftland-Bahn und der Wynentalbahn. Paul Diem modernisierte beide Bahnen und erreichte 1958 ihre Fusion zur Wynental- und Suhrentalbahn (WSB). Bis 1973 leitete er die WSB und den 1955 eröffneten Busbetrieb Aarau, welcher der WSB unterstand.